# Mürsel Bakû
 (mai 2020).
Si vous disposez d'ouvrages ou d'articles de référence ou si vous connaissez des sites web de qualité traitant du thème abordé ici, merci de compléter l'article en donnant les références utiles à sa vérifiabilité et en les liant à la section « Notes et références ».
Mürsel Pacha devenu, sous la République de Turquie, Mürsel Bakû ou Mürsel Bakü, né en 1881 à Erzurum, mort le 22 février 1945 à Istanbul, est un militaire de l'Armée ottomane puis des Forces armées turques et un homme politique turc. Pacha est un titre de fonction.

## Carrière militaire sous l'Empire ottoman

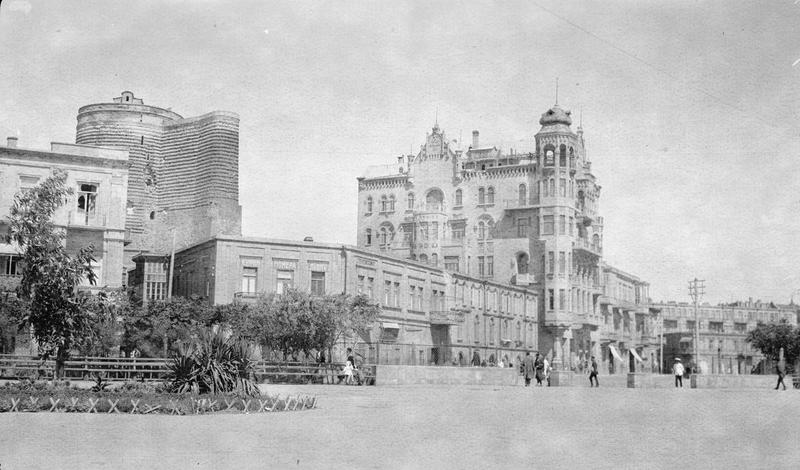
Le palais Hajinsky à Bakou, 1918-1920.

Mürsel naît en 1872 à Erzurum dans le vilayet éponyme (est de l'Anatolie). En 1904, il entre à l'École militaire ottomane. Il combat dans la Première Guerre mondiale en Orient et reçoit le commandement de la 12e division d'infanterie le titre de bey. En septembre 1918, est nommé à la tête de la 5e division caucasienne comprenant les 19e, 10e et 13e régiments caucasiens et le 56e régiment d'infanterie. Son unité fait partie de l'armée islamique du Caucase créée en juillet 1918 et comprenant des troupes régulières ottomanes et des volontaires musulmans du Caucase russe. Il joue un rôle important dans la bataille de Bakou contre les Britanniques du général Lionel Dunsterville, puis contre les bolcheviks et nationalistes arméniens qui tiennent l'agglomération de Bakou. Les Ottomans, alliés aux nationalistes azerbaïdjanais, prennent la ville le 15 septembre 1918.

## Carrière militaire et politique en Turquie

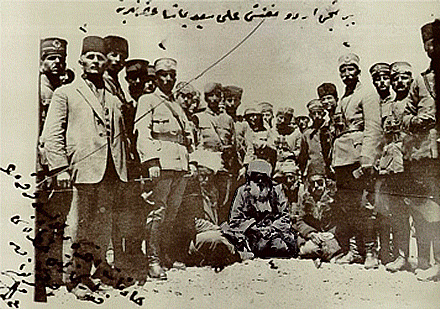
Cheikh Saïd (assis, au centre) capturé en 1925.

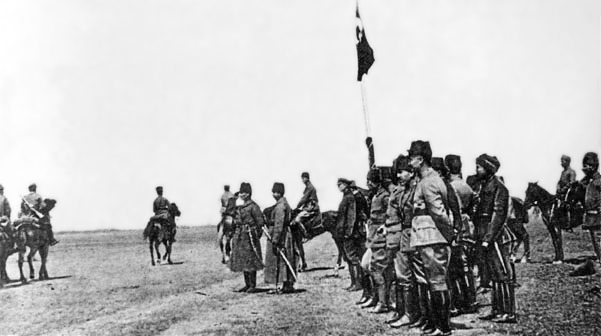
Revue de l'armée turque, avril 1922.

De retour à Constantinople, Mürsel Pacha trouve la capitale sous contrôle britannique. Il est arrêté et interné à Malte avec d'autres officiers turcs, les exilés de Malte. Libéré le 3 novembre 1921, il commande la 1re division de cavalerie et participe aux dernières opérations victorieuses de la guerre gréco-turque : la bataille de Dumlupınar et la libération d'Izmir.
En 1925, il participe à la répression de la révolte de Cheikh Saïd dans le Kurdistan turc. Lors de la loi de 1934 sur les noms de famille, il choisit le nom de Bakû en souvenir de sa victoire de 1918. Il prend sa retraite de l'armée le 23 août 1938.
Il est élu député de Kocaeli à la Grande Assemblée nationale de Turquie dans la 7e législature, le 8 mars 1943. Il meurt le 22 février 1945.